# Etiënne Reijnen
Etiënne Reijnen (* 5. dubna 1987, Zwolle, Nizozemsko) je nizozemský fotbalový obránce či záložník, který v současné době hraje v klubu SC Cambuur. V Cambuuru plní roli kapitána týmu.

## Klubová kariéra
V Nizozemsku nejprve profesionálně působil v FC Zwolle, kde dříve hrával v mládežnických týmech. V lednu 2011 přestoupil do AZ Alkmaar, s nímž vyhrál v sezoně 2012/13 nizozemský fotbalový pohár. V červenci 2014 odešel do SC Cambuur.